# Nishikyō-ku
Nishikyō-ku (西京区?) è uno degli 11 quartieri della città di Kyoto, in Giappone.